# 吉永良人
吉永 良人（よしなが よしと、1948年9月4日 - ）は、鹿児島県肝属郡串良町（現・鹿屋市）出身の元騎手・元調教助手。
7歳上の実兄（次男）は元騎手・元調教助手・元調教師の吉永正人。

## 経歴

### 騎手になるまで
馬生産を営む吉永牧場の四男として生まれる。同場は良人の曾祖父で、薩摩藩の馬術指南役を務めていた吉永新九郎が1890年代後半に興した一帯で最古の馬生産牧場であり、祖父・栄蔵は九州で最初の開業獣医師とされる。家系は平家の臣であった藤原金益という公卿に遡ると伝えられるが、系図は西南戦争の際に焼失したという。長兄の清人は家業を継ぐために高校へ進学したが、良人は7歳上の兄・正人に刺激されて騎手を志す。
馬事公苑花の15期生の一人であり、柴田政人・岡部幸雄・福永洋一・伊藤正徳と同期になるが、デビュー時は押田年郎・久保一秋・田之上幸男・西橋豊治・湯窪幸雄と同期になった。

### 1970年代
1970年3月1日に栗東・伊藤修司厩舎からデビューし、同日の京都第6競走4歳200万下・シュウチョウで初騎乗初勝利を達成。1966年の目野哲也、1967年の紺野虎雄、1968年の白石一典・古賀俊次、1969年の新田幸春に続いて5年連続での達成となったほか、15期生では古賀に続いて2人目、当日の東京では宮田仁・鎌田祐一も達成し1日3人は初となった。
デビュー日には京都4歳特別・セブンオーで重賞初騎乗も果たし3着に入るが、勝ったタニノモスボローに騎乗した福永は重賞初勝利となった。
4月5日の阪神第5競走5歳以上オープンでは皐月賞馬マーチスに騎乗して勝利し、同18日の阪神第8競走5歳以上オープンではリキリュウシンゲキでリキエイカンに5馬身差2着に入った。
5月17日の阪神では第2競走4歳100万下ではクラウナーでクニノハナの2着に入り、第5競走5歳以上オープンでは尾形藤吉厩舎のフイニイに騎乗して勝利。
6月27日の札幌第1競走3歳新馬ではヒデオーギでオンワードガイ、同馬では12月26日の京都第6競走3歳オープンでヒカルイマイにアタマ差勝利している。
7月12日の札幌第1競走3歳新馬では後にバンブトンコートの母となるイチバンブで勝利し、同25日の札幌第7競走4歳以上オープンでは桜花賞馬ヒデコトブキに騎乗して2着に入った。
マーチスとヒデコトブキの引退レースに騎乗 したほか、11月22日の中京、23日の京都で初の2日連続勝利を記録するなど、1年目の1970年から2桁勝利の17勝をマーク。
1970年から3年目の1972年まで3年連続2桁勝利を記録し、2年目の1971年には2月21日の京都で1日2勝をマーク。
1971年にはヒデハヤテで10月17日の京都第5競走3歳新馬を人気の持込馬タイテエムを8着に沈めると同時に2着に7馬身差付けて圧勝し、11月13日の京都第8競走銀杏特別でもサラ系ランドプリンスに1馬身余りの差を付けて快勝したが、阪神3歳ステークスからは福永に交代している。
1972年にはグランドプロスで10月29日の福島第10競走河北新報杯で6頭中5番人気ながらナスノカオリの2着、11月26日の京都第9競走大原特別ではミリオンパラの3着に入った。後にホースメンテスコの母となるエーバンブでは秋の新潟戦2勝を含む3勝、2着、3着を共に1回ずつとした。
1973年は福永から乗り替わったケイリュウシンゲキで阪神牝馬特別を制し自身唯一の重賞勝利を挙げたが、初の1桁勝利となる6勝に終わり、同年から1977年は1桁台が続く。
1974年からは池田三郎厩舎に移籍し、1975年にはシンザン記念で道営から移籍初戦のキヨウワジヤンボでエリモジョージの2着に入る。
1976年には自己最低の2勝に終わるが、1978年には6年ぶりの2桁勝利となる13勝、工藤嘉見厩舎に移籍した1979年には2年連続2桁で自己最多の19勝をマーク。

### 1980年代
1980年には7月20日の函館第4競走3歳新馬・インターキャピタルでカツトップエースの2着に入り、12月20日の中京第8競走中京3歳ステークスでは8頭中7番人気のヤシマスピードで8番人気ハッピープログレスの2着に入って枠連万馬券を演出。
1983年には4年ぶりの2桁となる12勝、1984年には2年連続で最後の2桁となる12勝をマーク。
1986年からは実家の吉永牧場生産、同馬主のヨシノサキガケとのコンビで活躍し、同年は九州産4歳特別と霧島賞を制し、1987年には小倉記念で9頭中8番人気ながらトウカイローマンを抑えて4着に入った。
1987年10月3日の福島第5競走4歳未勝利ではタイハヤブサに騎乗し、後に障害飛越と馬場馬術の競技馬として名を馳せるタカラコスモスを抑えて逃げ切り勝利。
1988年4月23日の新潟で自身最後の1日2勝を挙げ、1989年2月18日の京都第9競走バイオレットステークスではカミノテンホーで武豊のムービースターを封じて逃げ切ったのが最後の勝利となり、2月26日の阪神第3競走4歳新馬・ライトオブキング（13頭中5着）を最後に現役を引退。

## 騎手成績
| 通算成績 | 1着 | 2着 | 3着 | 4着以下 | 出走回数 | 勝率 | 連対率 |
| -------- | --- | --- | --- | ------- | -------- | ---- | ------ |
| 平地     | 165 | 178 | 192 | 1630    | 2165     | .076 | .158   |
| 障害     | 1   | 1   | 2   | 8       | 12       | .083 | .167   |
| 計       | 166 | 179 | 194 | 1638    | 2177     | .076 | .158   |

主な騎乗馬
- ケイリュウシンゲキ（1974年阪神牝馬特別）